# Lékařský proces

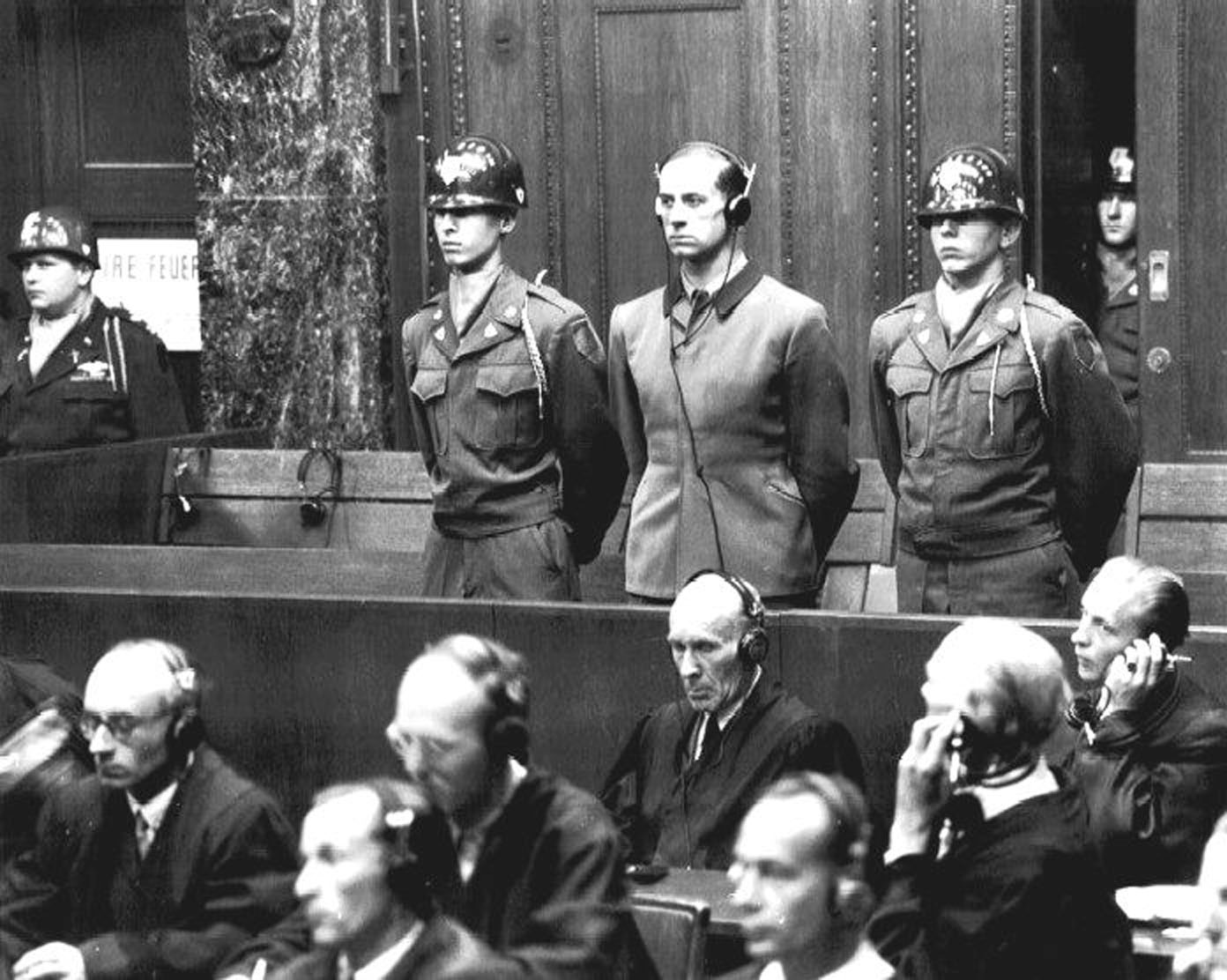
Karl Brandt odsouzen americkým vojenským tribunálem k trestu smrti oběšením

Lékařský proces (oficiálně United states of America v. Karl Brandt, et al.) byl první ze 12 vojenských soudů pro válečné zločiny s německými lékaři, které okupační správa Spojených států amerických vedla ve své okupační zóně po druhé světové válce. Proběhl v Justičním paláci v Norimberku.
Dvacet obviněných byli lékaři (Hermann Becker-Freyseng, Wilhelm Beiglböck, Kurt Blome, Karl Brandt, Fritz Fischer, Karl Gebhardt, Karl Genzken, Siegfried Handloser, Waldemar Hoven, Joachim Mrugowsky, Herta Oberheuser, Adolf Pokorny, Helmut Poppendick, Hans-Wolfgang Romberg, Gerhard Rose, Paul Rostock, Siegfried Ruff, Konrad Schäfer, Oskar Schröder, Georg August Weltz), tři obvinění (Viktor Brack, Rudolf Brandt, a Wolfram Sievers) byli nacistickými důstojníky a byli obviněni z experimentů na lidech a masových vražd (eutanazie). Josef Mengele, jeden z předních nacistických lékařů, nebyl dopaden.